# Juan J. Mendoza
Juan J. Mendoza (Provincia de Buenos Aires, Argentina 1977) es un escritor y crítico literario argentino.

## Biografía
Juan J. Mendoza nació en un pequeño pueblo de la Provincia de Buenos Aires y pasó su adolescencia y juventud en la ciudad de Rosario. Estudió filología en el Consejo Superior de Investigaciones Científicas de España y se doctoró en Filosofía y Letras en la Universidad de Buenos Aires. También ha trabajado y estudiado en EE. UU. y México, donde ha dictado conferencias y clases en la Universidad de Nueva York, la Universidad de Pensylvania, el Instituto Tecnológico de Monterrey, entre otras. 
Entre sus libros se encuentran El canon digital_ la escuela y los libros en la cibercultura (2011), Escrituras past_ tradiciones y futurismos del siglo 21 (2011), Diario de un bebedor de petróleo (2015), Internet_ el último continente (2017). En 2011 fue el editor de la Revista Literal. Edición Facsimilar (Biblioteca Nacional). 
A raíz de sus trabajos en bibliotecas y fondos documentales, y especialmente a partir de su libro Los Archivos_ papeles para la nación (2019) se lo considera parte del movimiento Archival Turn latinoamericano. Es miembro fundador de la Asociación Argentina de Humanidades Digitales. Actualmente trabaja como docente en la Universidad Nacional de las Artes donde dicta clases en la Carrera de Artes de la Escritura. También es investigador de Conicet. También ha escrito para la revista Ñ, la revista inrockuptibles, entre otras.

## Premios
En 2019, un Jurado internacional le otorgó el Premio Libros del Instituto de Filología y Literaturas Hispánicas de la Universidad de Buenos Aires por su ensayo Maneras de leer en los 70: el Proyecto Literal (2020).

## Libros
- El canon digital, Buenos Aires, Crujía, 2011, ISBN 978-987-601-130-3
- Escrituras past: tradiciones y futurismos del siglo 21, Buenos Aires, 17grises, 2011.
- Sin título. Técnica Mixta, Buenos Aires, Eloísa Cartonera, 2012.
- Diario de un bebedor de petróleo, Buenos Aires, VOX, 2015.
- Internet: el último continente, Buenos Aires, Crujía, 2017.
- Los Archivos: papeles para la nación, Buenos Aires, Eduvim, 2019.